# Amazunculus besti
Amazunculus besti är en tvåvingeart som beskrevs av José Albertino Rafael 1986. Amazunculus besti ingår i släktet Amazunculus och familjen ögonflugor. Inga underarter finns listade i Catalogue of Life.